# 文陂镇
文陂乡，是中华人民共和国江西省吉安市青原区下辖的一个乡镇级行政单位。

## 行政区划
文陂乡下辖以下地区：
文昌社区、渼陂村、沙湾村、西竺村、文陂村、小水村、大贤村、荷塘村、中村、武岗村和甲先村。

## 中国传统村落
2012年，渼陂村被评为首批“中国传统村落”。